# كارلوس فيشر
كارلوس فيشر (بالإسبانية: Carlos Fischer) (و. 1903 – 1969 م) هو سياسي من الأوروغواي .